# Yuval Diskin
Yuval Diskin (hebreiska: יובל דיסקין), född 11 juni 1956 i Givatayim i Israel, är en tidigare chef för Israels inrikessäkerhetstänst Shin Bet. 
Yuval Diskin är en av två söner till Abraham Diskin, tjänsteman på ett vattenresursföretag, och konstläraren Shulamit Diskin. Hans farfar hade immigrerat till Palestina från Grodno. Han växte upp i Givatayim. Han tjänstgjorde i specialstyrkorna Sayeret Shaked 1974–1978 och började på säkerhetstjänsten Shahad (Shin Bet) i januari 1978.
Han har en kandidatexamen i Israelstudier och statskunskap från Bar Ilan University i Tel Aviv och magisterexamen i offentlig förvaltning från Universitetet i Haifa.
År 2004, då han studerande vid Universitetet i Haifa, var ha speciell rådgivare till dåvarande chefen för Mossad, Meir Dagan. Mellan maj 2005 och maj 2011 var han chef för Shin Bet, utsedd av Ariel Sharon och senare arbetande han under Ehud Olmert och under Benjamin Netanyahu. 
I februari 2015, efter att ha introducerats till Volkswagen-chefen Ferdinand Piëch, bildade han samriskföretaget Cymotive Technologies i Herzliya i Israel, ägt till 40% av Volkswagen och till 60% av Diskin Advanced Technologies. Ändamålet var att utveckla teknik för att täppa till säkerhetsrisker i uppkopplade bilar.
Diskin har efter sin avgång från Shin Bet, tillsammans med den tidigare Mossad-chefen Meir Dagan och tidigare chefen för Israels försvarsmakt Gabi Ashkenazi gett uttryck för kritiska åsikter om regeringens bristande ansträngningar att nå diplomatiska framsteg med Palestinska myndigheten.
Han bor i Nilit, en bosättning nära Saronslätten, invid gränsen till Palestina. Han har sex barn i tre äktenskap.